# Даниловский историко-краеведческий музей им. П. К. Шарапова
Даниловский историко-краеведческий музей имени П. К. Шарапова (Историко-краеведческий отдел имени П. К. Шарапова) — отдел Центра сохранения и развития культуры Даниловского муниципального района Ярославской области, расположенный в городе Данилов Ярославской области. Основан в 1967 как автономное учреждение.

## История
15 сентября 1967 года в Данилове был открыт Народный музей города. На протяжении всех 1960-х годов инициативная группа, в которую входили: историк и краевед Иван Евлампиевич Белосельский, местный художник Сергей Николаевич Сержпинский, преподаватель городской средней школы № 2 П. К. Шарапов работали над сбором предметов старины, материалов, фотографий, связанные с историей Даниловского края. Эти люди и стали создателями музея и его первыми сотрудниками. Первым директором музея стал И. Е. Белосельский.
Власть города Данилова в те годы разместили коллекцию музея в районном доме пионеров. Работники этого учреждения активно включились в работу, в том числе проводили полевые экспедиции по Даниловскому району. В настоящее время фонды музея насчитывают более 22 тысяч единиц хранения. Его экспозиция знакомит посетителей с историей Даниловской земли, с ремёслами и промыслами, существовавшими в этом крае, с традициями и обычаями Даниловского уезда, с местной природой.
В 2005 году музею было присвоено имя Полуэкта Константиновича Шарапова (1924—1993) — краеведа, учителя, художника, фронтовика, большого энтузиаста своего дела, стоявшего у истоков создания музея города.
7 ноября 2018 года музей имени П. К. Шарапова и Даниловская художественная галерея были реорганизованы в Муниципальное бюджетное учреждение культуры Даниловского муниципального района Ярославской области «Центр сохранения и развития культуры» и стали его отделами.
Сегодня Центр занимает всё здание бывшего мужского городского училища, которое является памятником истории и культуры Федерального значения.
Музей обладает примечательной коллекцией самоваров и музыкальных инструментов. Большая работа сотрудников музея выполнена о страницах биографии знаменитых российских театральных деятелей: Татьяны Дорониной, Алексея Смирнова, Юрия Любимова.

## Художественный отдел «Даниловская художественная галерея»
Даниловская художественная галерея была создана в 1997 году. Здание галереи (улица Володарского, 45) — постройка второй половины XIX века, которая принадлежала Елизавете Михайловне Романовой, дочери городского головы, купца М. П. Ушакова.
Помещения экспозиции размещены на площади в 130 квадратных метров и находится на втором этаже. Первый этаж отведён под мастерские и салон народного творчества. Основой фонда послужило собрание работ даниловских художников Историко-краеведческого отдела им. П. К. Шарапова. В настоящее время в фонде галереи более 400 произведений искусства. В собрании имеются произведения живописи и графики второй половины XX века — начала ХХI века.

### Летний сад
Оба здания музея расположены недалеко друг от друга. Между ними разместился Летний сад — парк, который является площадкой для проведения городских мероприятий, экскурсий и интерактивных программ.